# 메시 (영화)
메시(Messi)는 스페인에서 제작된 알렉스 드 라 이글레시아 감독의 2014년 다큐멘터리 영화이다. 영화 개봉 당시 FC 바르셀로나를 위해 뛰었던 아르헨티나의 축구 선수 리오넬 메시의 부흥을 탐구한다.